# Zwolsche Boys in het seizoen 1968/69
Het seizoen 1968/1969 was het 52e jaaren laatste in het bestaan van de Zwolse betaaldvoetbalclub Zwolsche Boys. De club kwam uit in de Tweede divisie en eindigde daarin op de vijfde plaats. Ook werd deelgenomen aan het toernooi om de KNVB beker, hierin werd de club in de eerste ronde uitgeschakeld door AZ '67 (0–2). Na het seizoen werd bekend dat de club fuseerde met stadgenoot PEC, om verder te gaan onder die naam. De club keerde terug naar het amateurvoetbal.

## Wedstrijdstatistieken

### Tweede divisie
| 1e speelronde                                                                 | Limburgia                                                                | 3 – 2 (2 – 1) | Zwolsche Boys                                           |
| 18 augustus 1968 Plaats: Brunssum Venweg Toeschouwers: 2.500                  | Willy Coolen 2' Wim Vrösch 7' Piet Hermans 60'                           |               | 42' Freek Schutten 75' Anton Goenee                     |
| 2e speelronde                                                                 | Zwolsche Boys                                                            | 5 – 0 (1 – 0) | Velox                                                   |
| 25 augustus 1968 Plaats: Zwolle Gemeentelijk Sportpark Toeschouwers: 5.500    | Jan Welles 16' Andreja Randjic 59', 83' Sietze Veen 61' Anton Goenee 82' |               |                                                         |
| 3e speelronde                                                                 | SC Gooiland                                                              | 1 – 1 (0 – 1) | Zwolsche Boys                                           |
| 1 september 1968 Plaats: Hilversum Gemeentelijk Sportpark Toeschouwers: 6.000 | Huub Lenz 68'                                                            |               | 37' Jan Welles                                          |
| 4e speelronde                                                                 | Zwolsche Boys                                                            | 1 – 0 (1 – 0) | Heerenveen                                              |
| 8 september 1968 Plaats: Zwolle Gemeentelijk Sportpark Toeschouwers: 7.000    | Sietze Veen 11'                                                          |               |                                                         |
| 5e speelronde                                                                 | SC Drente                                                                | 0 – 1 (0 – 0) | Zwolsche Boys                                           |
| 22 september 1968 Plaats: Klazienaveen Mr. Ovingstraat Toeschouwers: 3.500    |                                                                          |               | 60' Sietze Veen                                         |
| 6e speelronde                                                                 | Zwolsche Boys                                                            | 0 – 1 (0 – 0) | PEC                                                     |
| 29 september 1968 Plaats: Zwolle Gemeentelijk Sportpark Toeschouwers: 8.000   |                                                                          |               | 82' Puck van der Horst                                  |
| 7e speelronde                                                                 | NOAD                                                                     | 2 – 0 (1 – 0) | Zwolsche Boys                                           |
| 6 oktober 1968 Plaats: Tilburg Gemeentelijk Sportpark Toeschouwers: 1.200     | Harrie van der Velden 39' Cas Janssens 72'                               |               |                                                         |
| 8e speelronde                                                                 | Zwolsche Boys                                                            | 0 – 3 (0 – 1) | Excelsior                                               |
| 13 oktober 1968 Plaats: Zwolle Gemeentelijk Sportpark Toeschouwers: 3.500     |                                                                          |               | 27', 51', 84' Thijs Kwakkernaat                         |
| 9e speelronde                                                                 | Fortuna                                                                  | 0 – 0         | Zwolsche Boys                                           |
| 20 oktober 1968 Plaats: Vlaardingen Floreslaan Toeschouwers: 6.000            |                                                                          |               |                                                         |
| 10e speelronde                                                                | Zwolsche Boys                                                            | 3 – 5 (0 – 2) | Roda JC                                                 |
| 3 november 1968 Plaats: Zwolle Gemeentelijk Sportpark Toeschouwers: 1.800     | Adrie Vogel 73' Jan Welles 86' Vojo Gardašević 87'                       |               | 3', 12', 61', 68' Leo van der Linden 71' Fred Gillissen |
| 11e speelronde                                                                | ZFC                                                                      | 1 – 1 (0 – 0) | Zwolsche Boys                                           |
| 17 november 1968 Plaats: Zaandam Westzanerdijk Toeschouwers: 2.000            | Abe van den Ban 65'                                                      |               | 57' Jan Welles                                          |
| 12e speelronde                                                                | Zwolsche Boys                                                            | 1 – 0 (1 – 0) | EDO                                                     |
| 24 november 1968 Plaats: Zwolle Gemeentelijk Sportpark Toeschouwers: 2.000    | Andreja Randjic 13'                                                      |               |                                                         |
| 13e speelronde                                                                | Hermes DVS                                                               | 1 – 1 (1 – 1) | Zwolsche Boys                                           |
| 1 december 1968 Plaats: Schiedam Harga Toeschouwers: 1.000                    | Cees van Kooten 37'                                                      |               | 35' Andreja Randjic                                     |
| 14e speelronde                                                                | Zwolsche Boys                                                            | 1 – 1 (1 – 0) | AGOVV                                                   |
| 8 december 1968 Plaats: Zwolle Gemeentelijk Sportpark Toeschouwers: 2.500     | Freek Schutten 27'                                                       |               | 90' Steenhuis                                           |
| 15e speelronde                                                                | Zwolsche Boys                                                            | 3 – 0 (2 – 0) | Baronie                                                 |
| 15 december 1968 Plaats: Zwolle Gemeentelijk Sportpark Toeschouwers: 1.500    | Sietze Veen 4', 60' De Graaf 10' (e.d.)                                  |               |                                                         |
| 16e speelronde                                                                | De Graafschap                                                            | 4 – 1 (0 – 0) | Zwolsche Boys                                           |
| 22 december 1968 Plaats: Doetinchem De Vijverberg Toeschouwers: 4.000         | Arie Beekman 69', 83' Guus Hiddink 74', 88'                              |               | 78' Anton Goenee                                        |
| 17e speelronde                                                                | Zwolsche Boys                                                            | 4 – 1 (2 – 0) | FC VVV                                                  |
| 29 december 1968 Plaats: Zwolle Gemeentelijk Sportpark Toeschouwers: 2.000    | Freek Schutten 20' (pen.) Sietze Veen 60'                                |               | 90' (pen.) Sef Horsels                                  |
| 18e speelronde                                                                | Zwolsche Boys                                                            | 2 – 1 (1 – 0) | Limburgia                                               |
| 5 januari 1969 Plaats: Zwolle Gemeentelijk Sportpark Toeschouwers: 6.500      | Anton Goenee 33' Henk Ras 73'                                            |               | 90' Piet Hermans                                        |
| 19e speelronde                                                                | Velox                                                                    | 0 – 2 (0 – 1) | Zwolsche Boys                                           |
| 12 januari 1969 Plaats: Utrecht Galgenwaard Toeschouwers: 3.000               |                                                                          |               | 20' Freek Schutten 88' Sietze Veen                      |
| 20e speelronde                                                                | Zwolsche Boys                                                            | 1 – 1 (1 – 0) | SC Gooiland                                             |
| 19 januari 1969 Plaats: Zwolle Gemeentelijk Sportpark Toeschouwers: 8.000     | Freek Schutten 5'                                                        |               | 80' Gerard Hogenbirk                                    |
| 21e speelronde                                                                | Heerenveen                                                               | 1 – 3 (1 – 1) | Zwolsche Boys                                           |
| 26 januari 1969 Plaats: Heerenveen Gemeentelijk Sportpark Toeschouwers: 3.500 | Thomas Haan 27'                                                          |               | 13' Sietze Veen 48', 83' Freek Schutten                 |
| 22e speelronde                                                                | Zwolsche Boys                                                            | 1 – 2 (1 – 0) | SC Drente                                               |
| 2 februari 1969 Plaats: Zwolle Gemeentelijk Sportpark Toeschouwers: 4.500     | Hans Reuser 35'                                                          |               | 58' Jan Mink 80' Tonny Roosken                          |
| 23e speelronde                                                                | Excelsior                                                                | 3 – 0 (0 – 0) | Zwolsche Boys                                           |
| 2 maart 1969 Plaats: Rotterdam Woudestein Toeschouwers: 3.000                 | Thijs Libregts 63' Thijs Kwakkernaat 80' Gerrit den Butter 90'           |               |                                                         |
| 24e speelronde                                                                | PEC                                                                      | 1 – 1 (0 – 1) | Zwolsche Boys                                           |
| 16 maart 1969 Plaats: Zwolle De Vrolijkheid Toeschouwers: 4.000               | Puck van der Horst 72'                                                   |               | 14' Jan Welles                                          |
| 25e speelronde                                                                | Zwolsche Boys                                                            | 2 – 0 (1 – 0) | NOAD                                                    |
| 30 maart 1969 Plaats: Zwolle Gemeentelijk Sportpark                           | Sietze Veen 32' Freek Schutten 66'                                       |               |                                                         |
| 26e speelronde                                                                | Zwolsche Boys                                                            | 1 – 0 (0 – 0) | Fortuna                                                 |
| 7 april 1969 Plaats: Zwolle Gemeentelijk Sportpark Toeschouwers: 3.500        | Ger Lagendijk 83'                                                        |               |                                                         |
| 27e speelronde                                                                | Roda JC                                                                  | 6 – 2 (4 – 2) | Zwolsche Boys                                           |
| 13 april 1969 Plaats: Kerkrade Kaalheide Toeschouwers: 1.500                  | Uwe Blotenberg 8', 24', 30', 63' Hens Fischer 19' Wim Langenhuizen 69'   |               | 34' Ger Lagendijk 45' Henk Ras                          |
| 28e speelronde                                                                | Zwolsche Boys                                                            | 1 – 0 (0 – 0) | ZFC                                                     |
| 20 april 1969 Plaats: Zwolle Gemeentelijk Sportpark Toeschouwers: 1.500       | Ger Lagendijk 59'                                                        |               |                                                         |
| 29e speelronde                                                                | EDO                                                                      | 3 – 0 (1 – 0) | Zwolsche Boys                                           |
| 27 april 1969 Plaats: Haarlem Noordersportpark                                | Rob Bosdijk 44', 67', 85'                                                |               |                                                         |
| 30e speelronde                                                                | Zwolsche Boys                                                            | 1 – 3 (0 – 1) | Hermes DVS                                              |
| 11 mei 1969 Plaats: Zwolle Gemeentelijk Sportpark Toeschouwers: 1.000         | Vojo Gardašević 85'                                                      |               | 12' Theo de Raaij 72' Cees van Kooten 88' Ger Bakkes    |
| 31 speelronde                                                                 | AGOVV                                                                    | 0 – 2 (0 – 0) | Zwolsche Boys                                           |
| 15 mei 1969 Plaats: Apeldoorn Berg & Bos                                      |                                                                          |               | 65' Sietze veen 65' Jan Ploeg                           |
| 32e speelronde                                                                | Baronie                                                                  | 3 – 0 (2 – 0) | Zwolsche Boys                                           |
| 18 mei 1969 Plaats: Breda De Blauwe Kei Toeschouwers: 1.500                   | Ferry Pirard 14', 33' Rini van Zundert 67'                               |               |                                                         |
| 33e speelronde                                                                | Zwolsche Boys                                                            | 3 – 2 (2 – 2) | De Graafschap                                           |
| 26 mei 1969 Plaats: Zwolle Gemeentelijk Sportpark Toeschouwers: 3.000         | Jan Welles 24', 30', 65'                                                 |               | 7' Karel Melaard 45' Theo van Londen                    |
| 34e speelronde                                                                | FC VVV                                                                   | 0 – 3 (0 – 1) | Zwolsche Boys                                           |
| 1 juni 1969 Plaats: Venlo De Kraal Toeschouwers: 1.500                        |                                                                          |               | 37' Henk Ras 52' Adrie Vogel 83' Jan Welles             |

### KNVB beker
| 1e ronde                                                                    | Zwolsche Boys | 0 – 2 (0 – 1) | AZ '67                                   |
| 15 september 1968 Plaats: Zwolle Gemeentelijk Sportpark Toeschouwers: 4.000 |               |               | 33' (e.d.) Jan de Vries 75' Chris Dekker |

## Statistieken Zwolsche Boys 1968/1969

### Eindstand Zwolsche Boys in de Nederlandse Tweede divisie 1968 / 1969
| Stand | Gespeeld | Gewonnen | Gelijk | Verloren | Punten | Doelpunten voor | Doelpunten tegen |
| ----- | -------- | -------- | ------ | -------- | ------ | --------------- | ---------------- |
| 5e    | 34       | 15       | 7      | 12       | 37     | 50              | 49               |

### Topscorers
| #              | Naam                    | Goal |
| -------------- | ----------------------- | ---- |
| 1.             | Freek Schutten          | 10   |
| 2.             | Sietze Veen             | 9    |
| 2.             | Jan Welles              | 9    |
| 4.             | Anton Goenee            | 4    |
| 4.             | Andreja Randjic         | 4    |
| 6.             | Ger Lagendijk           | 3    |
| 6.             | Henk Ras                | 3    |
| 8.             | Vojo Gardašević         | 2    |
| 8.             | Adrie Vogel             | 2    |
| 10.            | Folly van Dam           | 1    |
| 10.            | Jan Ploeg               | 1    |
| 10.            | Hans Reuser             | 1    |
| Eigen doelpunt |                         |      |
| –              | Jack de Graaf (Baronie) | 1    |
| Totaal         | Totaal                  | 50   |

| #      | Naam        | Goal |
| ------ | ----------- | ---- |
| –      | Geen speler | 0    |
| Totaal | Totaal      | 0    |

### Punten per tegenstander
|       | AGOVV | Baronie | SC Drente | EDO | Excelsior | Fortuna | Gooiland | De Graafschap | Heerenveen | Hermes DVS | Limburgia | NOAD | PEC | Roda JC | Velox | VVV | ZFC |
| ----- | ----- | ------- | --------- | --- | --------- | ------- | -------- | ------------- | ---------- | ---------- | --------- | ---- | --- | ------- | ----- | --- | --- |
| Thuis | 1     | 2       | 0         | 2   | 0         | 2       | 1        | 2             | 0          | 2          | 2         | 2    | 0   | 0       | 2     | 2   | 2   |
| Uit   | 2     | 0       | 2         | 0   | 0         | 1       | 1        | 0             | 1          | 2          | 0         | 0    | 1   | 0       | 2     | 2   | 1   |

### Doelpunten per tegenstander
|       | AGOVV | Baronie | SC Drente | EDO | Excelsior | Fortuna | Gooiland | De Graafschap | Heerenveen | Hermes DVS | Limburgia | NOAD | PEC | Roda JC | Velox | VVV | ZFC | Totaal |
| ----- | ----- | ------- | --------- | --- | --------- | ------- | -------- | ------------- | ---------- | ---------- | --------- | ---- | --- | ------- | ----- | --- | --- | ------ |
| Thuis | 1     | 3       | 1         | 1   | 0         | 1       | 1        | 3             | 1          | 1          | 2         | 2    | 0   | 3       | 5     | 4   | 1   | 30     |
| Uit   | 2     | 0       | 1         | 0   | 0         | 0       | 1        | 1             | 1          | 3          | 2         | 0    | 1   | 2       | 2     | 3   | 1   | 20     |
|       |       |         |           |     |           |         |          |               |            |            |           |      |     |         |       |     |     | 50     |

## Voetnoten
AGOVV · Baronie · SC Drente · EDO · Excelsior · Fortuna · Gooiland · De Graafschap · Heerenveen · Hermes DVS · Limburgia · NOAD · PEC · Roda JC · Velox · FC VVV · ZFC · Zwolsche Boys